# Combretum youngii
Combretum youngii là một loài thực vật có hoa trong họ Trâm bầu. Loài này được Exell mô tả khoa học đầu tiên năm 1934.